# Princeton (Nyugat-Virginia)
Princeton település az Amerikai Egyesült Államok Nyugat-Virginia államában, Mercer megyében, melynek megyeszékhelye is. Lakosainak száma 5872 fő (2020. április 1.).

## Népesség
A település népességének változása:

| 2010 | 6 432 |
| 2020 | 5 872 |